# Vague de violence israélo-palestinienne de 2015-2017
Conflit israélo-palestinien
Batailles
- Émeutes de Jérusalem (1920)
- Émeutes de Jaffa (1921)
- Massacre d'Hébron (1929)
- Grande Révolte arabe (1936-1939)
- Guerre civile (1947-1948)

- Guerre israélo-arabe de 1948
- Guerre israélo-arabe (1948-1949)
- Guerre des Six Jours (1967)
- Opération Colère de Dieu (1972-1992)

- Crise du canal de Suez (1956-1957)
- Guerre d'usure (1967-1970)
- Guerre du Kippour (1973)
- Attaque contre un poste-frontière (2012)

- Première guerre du Liban (1975-1990)
- Opération Litani (1978)
- Intervention israélienne au Liban (1982)
- Opération Raisins de la Colère (1996)
- Deuxième guerre du Liban (2006)

- Première intifada (1987-1993)
- Seconde intifada (2000-2005)
- Opération Arc-en-ciel (2004)
- Opération Jours de pénitence (2004)
- Opération Pluies d'été (2006)
- Blocus de la bande de Gaza (2007)
- Guerre de Gaza (2008-2009)
- Abordage de la flottille pour Gaza (2010)
- Confrontation israélo-palestinienne (2011)
- Guerre de Gaza (2012)
- Guerre de Gaza (2014)
- Regain de violence (2015-2017)
- Marche du retour (2018-2019)
- Crise israélo-palestinienne (2021)
- Guerre à Gaza (2023)

- Massacre de Munich (1972)
- Massacre de Sabra et Chatila (1982)

La vague de violence israélo-palestinienne de l'automne 2015 à décembre 2017, parfois appelée Intifada des couteaux ou Intifada des loups solitaires ou encore, pour le Hamas, Intifada Al-Quds, désigne les graves incidents — manifestations avec jets de pierre ou de petits engins explosifs, répression de celles-ci au gaz lacrymogène et à la balle en caoutchouc, assassinats ou tentatives d'assassinats d'Israéliens à l'arme à feu ou à l'arme blanche, neutralisation des agresseurs palestiniens, tirs de roquettes depuis la bande de Gaza et réponse aérienne israélienne, attaques palestiniennes à la voiture-bélier et attentat-suicide — qui se sont déroulés en Israël et dans les territoires palestiniens occupés à partir de septembre 2015, quand des tensions reprennent sur l'esplanade des Mosquées à l'approche des fêtes du Nouvel an juif. Invoquant la volonté du gouvernement israélien de modifier le statu quo sur le mont du Temple (intention plusieurs fois démentie par le chef du gouvernement israélien Benyamin Netanyahou, qui a aussi dû « recadrer » sa ministre adjointe des Affaires étrangères pour des propos contraires), les manifestations palestiniennes s'intensifient. Le 1er octobre, un couple israélien est assassiné dans sa voiture en présence de ses quatre enfants en Cisjordanie. La vague de violence redouble d'intensité avec la traque des coupables. Des Israéliens sont assassinés à l'arme blanche, ce qui fait craindre une intifada des couteaux, et des roquettes sont tirées à partir de la bande de Gaza entraînant des ripostes aériennes. Des manifestations palestiniennes suscitent de violents heurts avec les forces de l'ordre israéliennes. Dans un même temps, plusieurs manifestations appelant à la paix ont lieu en Israël.
Après un apaisement relatif dans les derniers mois de 2016, un attentat au camion-bélier contre de jeunes soldates et soldats israéliens fait quatre morts et plusieurs blessés à Jérusalem, le 8 janvier 2017. Une crise grave débute en juillet 2017 avec l'assassinat de deux policiers israéliens druzes près de la Porte des Lions à Jérusalem.
Après une diminution des violences, la déclaration de Donald Trump du 6 décembre 2017 reconnaissant Jérusalem comme capitale d'Israël suscite « l'indignation » des Arabes et des Palestiniens tandis que le président américain appelle au calme. Cette déclaration ouvre donc une nouvelle phase dans les relations israélo-palestiniennes.

## Déroulement des événements

### 2015

#### Septembre
En septembre 2015, des tensions entre Palestiniens et Israéliens reprennent sur l'esplanade des Mosquées à l'approche des fêtes du Nouvel an juif. Le 9 septembre, Israël interdit le mouvement des « mourabitouns », un groupe musulman qui dit défendre le troisième lieu saint de l’islam, par ailleurs premier lieu saint du judaïsme et qui affronte à partir du 13 septembre, quelques heures avant la célébration de la nouvelle année juive, les unités anti-émeutes de la police israélienne en lançant vers eux, des pierres, des cocktails Molotov et de petits engins explosifs avant de se barricader dans la grande mosquée où les policiers envoient des grenades lacrymogènes. La police israélienne qui est montée sur l'esplanade avant l'ouverture du site les 13, 14 et 15 septembre, pour préparer les visites de touristes non musulmans est accusée par le porte-parole du Waqf de Jérusalem, l'organisation dépendant de la Jordanie qui gère les lieux saints musulmans de Jérusalem, d'avoir pénétré dans la mosquée Al-Aqsa armée. Bien que le Premier ministre israélien affirme qu'« Israël agira par tous les moyens pour maintenir le statu quo, et l’ordre sur le mont du Temple », de nombreux incidents continuent à se produire sur l'esplanade des Mosquées et la police israélienne est amenée à ne permettre l'accès à l'esplanade qu'aux femmes et aux hommes de plus de 50 ans.
Alors que « certains Juifs orthodoxes militent pour modifier le statu quo hérité du conflit de 1967 qui leur permet de visiter ce site ultra-sensible mais leur interdit d’y prier », un ancien et éminent dirigeant religieux islamique, cheikh Ekrima Sabri, furieux de la « confiance croissante de l’activisme juif sur le mont du Temple », justifie le 16 septembre la violence musulmane sur le lieu saint « pour légitimer l’auto-défense devant le danger imminent ».
Le 16 septembre, Mahmoud Abbas déclare dans une allocution officielle à la télévision palestinienne « Al-Aqsa est nôtre, l’église du Saint-Sépulcre aussi et ils [les Juifs israéliens] n'ont pas le droit de souiller la mosquée avec leurs sales pieds ». Le 22 septembre, il ajoute : « Nous n'abandonnerons pas notre pays et nous garderons chaque centimètre de notre pays. Chaque goutte de sang versée à Jérusalem est pure, tous les martyrs iront au Paradis et chaque blessé sera récompensé par Allah »,. 
Le Secrétaire général de l'ONU, Ban Ki-moon a déploré ces cas de « rhétorique inflammatoire qui ne servent qu'à accroître la méfiance et à aggraver une situation déjà difficile sur le terrain » et a exhorté tout le monde à s'en abstenir.
Le 27 septembre, la porte-parole de la police israélienne, Luba Samr, a déclaré que la police avait tenté de négocier avec le Waqf pour appeler au calme. Les pourparlers ayant échoué, la police a pénétré sur l'esplanade afin de « saisir les engins dangereux pouvant blesser les visiteurs et les policiers et mettre leurs vies en danger ». Les Mourabitoun ont réagi par des jets de pierres, de cocktails Molotov et de pétards sur la police depuis l'intérieur de la mosquée ainsi que de bombes incendiaires qui ont provoqué un incendie à l'entrée de celle-ci. Elle a accusé les gardes du Waqf ainsi que les députés arabes israéliens de ne pas avoir empêché « la profanation de la sainteté du lieu ».

#### Octobre
La situation s'aggrave avec le meurtre d'un jeune couple israélien, Eitam et Naama Henkin : le 1er octobre, 5 terroristes du Hamas armés d'armes à feu prennent leur voiture en embuscade sur la route d'Itamar à Elon Moreh (en) et les tuent, sous les yeux de leurs quatre enfants. Le Premier Ministre israélien Benyamin Netanyahou a déclaré que l'attaque était une « conséquence directe de l'incitation à la violence palestinienne ». La branche armée du Fatah, les brigades Al-Aqsa, a applaudi l'attentat. Benyamin Netanyahou a critiqué le Président palestinien Mahmoud Abbas en indiquant n'avoir entendu « aucune condamnation du meurtre par l'Autorité palestinienne », alors que « [lui-même] et tous les dirigeants israéliens avaient fermement condamné » l'attaque meurtrière contre la famille palestinienne Dawabsheh le mois précédent,,.
Le 3 octobre, un terroriste palestinien tue deux civils et en blesse deux autres près de la porte des Lions, dans la vieille ville de Jérusalem. Après avoir poignardé une famille de retour du Mur des Lamentations (le père de 21 ans est mort de ses blessures, la mère de 22 ans a été gravement blessée et le bébé de 2 ans a été blessé), il tue Nehemia Lavie, un homme de 41 ans qui tentait de leur porter secours. La police a abattu le terroriste. L'attentat, qualifié d'« opération héroïque » par le Hamas, est revendiqué par le Jihad islamique palestinien,,. Le lendemain, toujours dans la vieille ville de Jérusalem, un terroriste poignarde un adolescent israélien de 15 ans près de la porte de Damas avant de prendre la fuite et d'être abattu par la police. Des restrictions d'accès à la vieille ville sont décrétées pour 3 jours. Aucun de ces attentats n'est condamnés par les autorités palestiniennes.
Le 7 octobre, plusieurs attaques anti-israéliennes sont perpétrées. Un civil israélien est poignardé dans le dos à Jérusalem près du Mur des Lamentations. Celui-ci, blessé, réplique en sortant un pistolet et blesse la terroriste palestinienne. Des Palestiniens jettent des pierres sur plusieurs voitures appartenant à des Israéliens aux alentours de Tekoa, blessant entre autres une civile israélienne de 38 ans, selon laquelle des assaillants ont tenté de la sortir de sa voiture et de la lyncher. À Kiryat Gat, dans le sud d'Israël, un Palestinien s'empare de l'arme d'un soldat israélien à la sortie d'un bus, le blessant légèrement. Il prend la fuite et s'introduit de force dans l'appartement d'une femme dans un immeuble résidentiel. Après avoir réalisé que le fusil n'est pas chargé, il s'empare d'un couteau de cuisine et tente de la poignarder, avant d'être abattu par la police. À Jérusalem, un autre Palestinien poignarde et blesse un militaire et est abattu par les forces spéciales. Une autre attaque a lieu à Petah Tikva, où un terroriste palestinien poignarde un Israélien de 25 ans devant un centre commercial avant d'être arrêté par la police et placé en garde à vue.
La traque des meurtriers et la répression des manifestations palestiniennes font quatre morts parmi les Palestiniens. Parallèlement, peu après l'annonce faite par Benyamin Netanyahou de son ordre donné visant à l'accélération des démolitions punitives, les forces de l'ordre israéliennes ont détruit deux maisons de Palestiniens auteurs d'attentats en 2014.
Devant la recrudescence des attaques anti-israéliennes, le président Rivlin rappelle lors d'un entretien avec la presse étrangère : « Permettez-moi d’être clair : ceux qui souhaitent transformer la tragédie entre nous en une guerre religieuse ont du sang sur leurs mains. Nous entendons encore et encore des mensonges sur les intentions d’Israël envers la sainte montagne – sainte pour les juifs et les musulmans. Encore une fois, je le dis clairement, Israël n’a pas l’intention de changer le statu quo. Mais ce statu quo a besoin des deux côtés pour se maintenir. ».
Le 7 octobre, Netanyahou parle de « vague de terreur » s'abattant sur son pays et le chef du Hamas à Gaza, Ismaïl Haniyeh, salue les « héros au couteau ». Ceux-ci sont parfois tués dans la réplique des policiers ou soldats israéliens, par exemple lors d'une attaque d'un soldat le 12 octobre. Netanyahou déclare par ailleurs qu'il n'y a « pas de limites » dans la lutte contre les terroristes palestiniens. Le Premier ministre autorise l'armée à tirer à balles réelles sur les lanceurs de pierres palestiniens en représailles à ces agressions. Ce projet était porté par la ministre de la Justice, qui souhaitait également faire allonger leur période d'enfermement. Netanyahou fait par ailleurs suspendre pour deux jours l'accès à la vieille-ville de Jérusalem aux Palestiniens non résidents dans la ville. Deux jeunes palestiniens (18  et   13 ans) sont tués par Tsahal dans les premiers jours du mois selon la police et le Croissant-Rouge palestiniens. Le second aurait été touché au torse par des balles, une erreur de tir selon un officier israélien. Des manifestations de solidarité d'ampleur s'ensuivent dans les territoires occupés. 118 manifestants (ou 13 selon des sources médicales à Gaza) sont blessés et 6 tués par des tirs de l'armée israélienne après avoir lancé des pierres sur les forces de sécurité israéliennes, à balles réelles ou en caoutchouc.
Le 8 octobre, 4 attaques à l'arme blanche sont perpétrées contre des Israéliens. Un terroriste palestinien armé d'un tournevis mène une attaque dans les rues de Tel Aviv, poignardant 4 Israéliens (une femme de 60 ans, un homme et une femme d'une quarantaine d'années et une femme de 20 ans), dont 3 civils, avant d'être abattu par un soldat,,. Dans le nord de Jérusalem, un jeune étudiant Israélien de 25 ans est poignardé au cou à une station de tramway. Grièvement blessé, il est transporté au centre médical de Shaare Tsedek. Le terroriste palestinien tente alors de s'emparer du pistolet d'un agent de sécurité du tramway mais échoue. Il prend la fuite mais est rattrapé par la police israélienne, qui le neutralise sans le blesser. Un Palestinien poignarde un jeune Israélien d'environ 25 ans à Kiryat Arba, le blessant grièvement avant de prendre la fuite. Une autre attaque au couteau blesse modérément un Israélien dans la ville israélienne d'Afoula.
Le 9 octobre, le gouvernement israélien limite l’accès à l'esplanade des mosquées aux hommes de 50 ans et plus mais n'édicte aucune restriction quant aux femmes. Benjamin Netanyahou a également interdit aux élus (israéliens) arabes et juifs de visiter le mont du Temple dans le but d’aider à calmer les tensions actuelles.
Le 10 octobre, 4 Israéliens sont poignardés au cours d'attaques au couteau à Jérusalem. Deux roquettes sont tirées de la bande de Gaza vers Israël et le lendemain un bombardement israélien riposte à ce tir en visant deux ateliers de fabrication d'armes du Hamas. Cependant, le missile tue une femme et sa fille de 2 ans, mais aucun terroriste. n épisode similaire, cette fois sans victime ni d'un côté ni de l'autre se produit le 26 octobre. Le 11 octobre, un autre enfant de 13 ans est tué par l'armée en Cisjordanie lors d'affrontements à un check-point. Durant la soirée du même jour, le Comité supérieur de suivi pour les citoyens arabes d’Israël annonce une grève générale le 13 octobre, en réponse « aux efforts déployés par le gouvernement de Netanyahou pour écarter les musulmans de la mosquée al-Aqsa »,. Cet appel à la grève ne fait pas l'unanimité parmi les arabes Israéliens: le maire de Nazareth, Ali Salem, a critiqué la décision. Cependant, le 13 octobre, tous les commerces et les établissements d’enseignement dans les communautés arabes à travers Israël ont fermé et une grande manifestation a eu lieu dans la ville de Sakhnin, au nord d’Israël. Les Palestiniens de Cisjordanie et de la bande de Gaza ont aussi organisé une grève.
Le 11 octobre, la représentante de l'Union européenne aux Affaires étrangères, Frederica Mogherini, s'entretient séparément avec Netanyahou et Abbas et les met en garde contre toute action de représailles « disproportionnée ». Le ministre palestinien des Affaires étrangères, Riyad Al-Maliki, estime que Netanyahou a commis une « grave erreur » en rompant le statu quo concernant l'esplanade des Mosquées à Jérusalem et cherche à « provoquer » ce soulèvement, pour avoir une raison de défendre son pays par les armes.
Le lendemain, 12 octobre, alors que l'on dénombre 19 agressions à l'arme blanche depuis le 3 octobre, Netanyahou promet de vaincre le terrorisme. Le 13 octobre, la violence franchit un nouveau seuil à Jérusalem avec quatre Israéliens tués et au moins un de leurs agresseurs abattus.
Le 13 octobre, le chef de la Ligue arabe Nabil Elaraby a appelé lors d'une réunion d'urgence de la Ligue, la communauté internationale à fournir une « protection aux Palestiniens dans leur lutte contre Israël ». Il a affirmé qu'Israël commettait du terrorisme contre les Palestiniens.
Les Israéliens commencent alors à craindre une intifada des couteaux, crainte qui incite le gouvernement israélien à renforcer les mesures sécuritaires : « autorisation de la police à boucler ou imposer un couvre-feu sur les quartiers de Jérusalem en cas de frictions ou d'incitations à la violence », postes de contrôles installés aux accès des quartiers palestiniens de Jérusalem-Est. De plus, pour éviter que leurs funérailles ne se transforment en manifestation de soutien, le gouvernement israélien annonce que les corps des auteurs d’attaques contre des Israéliens ne seront plus rendus à leur famille.
Le 14 octobre, Abbas s'exprime pour la première fois publiquement sur les violences en cours et dit soutenir une « résistance populaire pacifique ». « Nous ne demeurerons pas les otages d’accords qu’Israël ne respecte pas » a-t-il précisé. Il dénonce les agissements de l'armée israélienne. Il affirme qu'Israël est « engagé dans une campagne d'exécution sommaire de sang froid de nos enfants », avant de citer l'exemple de Ahmed Mansra, ce qui est dénoncé comme un mensonge par Netanyahou. Israël a alors publié des photos montrant Ahmed Mansra, un Palestinien de 13 ans qui avait poignardé un adolescent juif de 13 ans alors qu'il circulait à vélo ainsi qu'un jeune homme de 25 ans qui sont tous les deux gravement atteints, se remettant de ses blessures à l'hôpital israélien Hadassah,.
Le lendemain, Abbas condamne comme un « acte irresponsable » l'incendie du tombeau de Joseph par des Palestiniens. Deux jours plus tard, une trentaine d’étudiants israéliens d'une école religieuse juive se rendent dans la nuit au tombeau qui se situe dans une zone sont contrôle de l’Autorité palestinienne, sans en avoir informé l’armée israélienne, afin d'y prier. À leur arrivée, ils sont attaqués par des Palestiniens. L'un de leurs véhicules est incendié. La police palestinienne, arrivée sur les lieux peu après cela, a arrêté cinq des Israéliens et les a remis aux soldats de Tsahal qui les ont arrêtés pour avoir violé une ordonnance militaire, les autres n'étant plus présents sur les lieux,,. Une attaque dans un bus à Jérusalem ayant eu lieu peu avant blesse une femme de 69 ans de nationalité néerlandaise, habitant dans la ville. Elle fut transportée vers un hôpital, où un diplomate de l'ambassade des Pays-Bas lui rendit visite.
Le 17 octobre, trois Palestiniens et une Palestinienne sont tués en Cisjordanie et à Jérusalem-Est lors de tentatives de poignarder des Israéliens, selon l’armée et la police israéliennes.

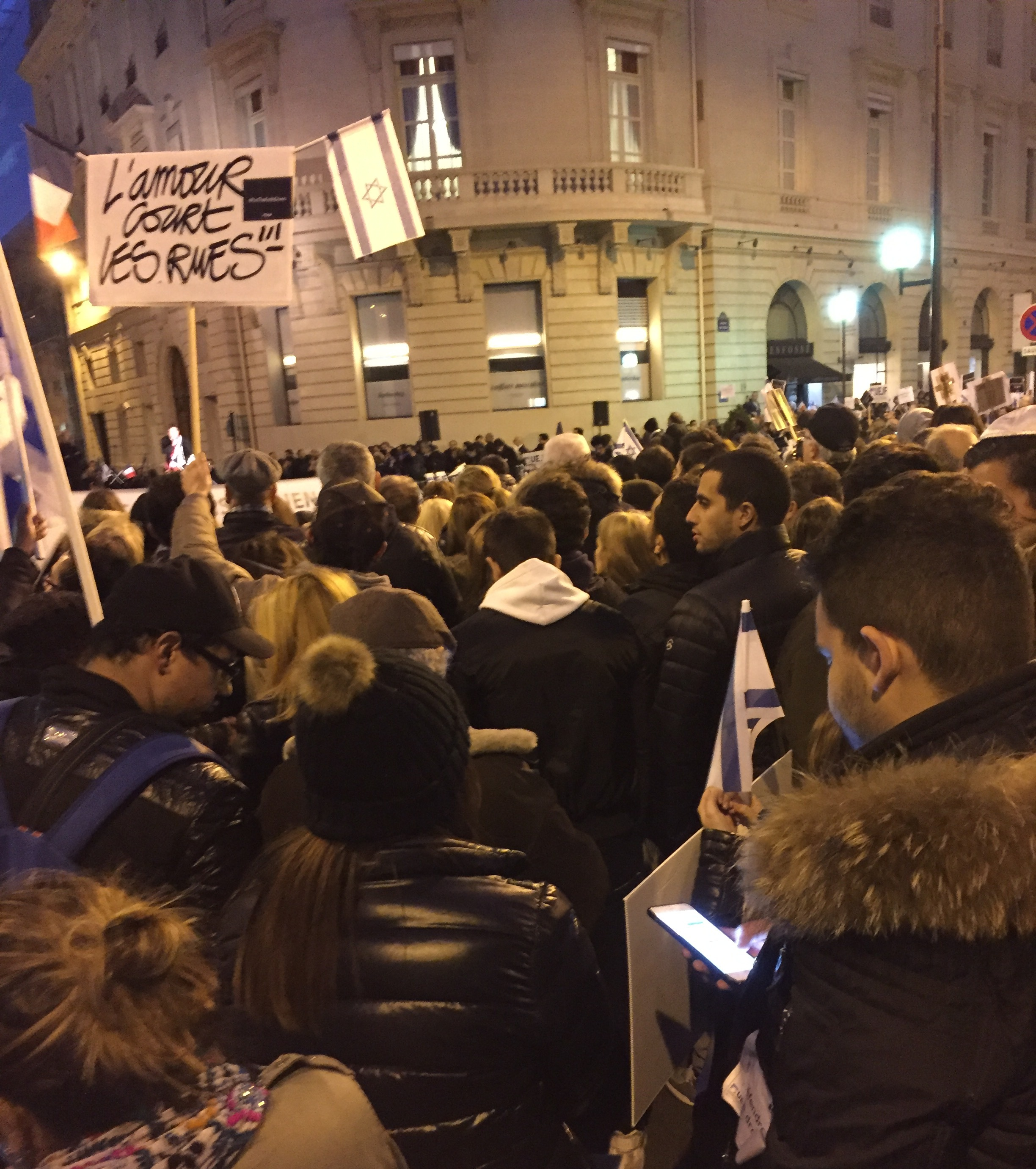
Manifestation de soutien à Israël, le 18 octobre 2015, avenue Matignon à Paris.

Le jour suivant, un Arabe israélien tue un soldat et poignarde plusieurs personnes à la gare d'autobus de Beer Sheva. L'assaillant est abattu, ainsi qu'un employé érythréen, laveur de surface de la gare. Ce dernier est touché à la tête par les tirs d'un agent de sécurité qui l'avait pris pour un terroriste. Il a également été lynché à coups de pied par la foule, jusqu’à ce qu’un individu le protège avec une chaise. Il sera finalement transporté en urgence à l’hôpital, où il succombera à ses blessures. Pour Haaretz, cet incident « reflète une sérieuse perte de contrôle, que les détracteurs d'Israël ne manqueront pas de présenter comme une preuve de racisme ». La police israélienne a ouvert une enquête et déclaré qu'elle rassemblait preuves et témoignages et qu'elle lancera des mandats d'arrêt après les résultats de l'autopsie qui, le 21 octobre, conclut, selon la police, que les balles reçues par la victime sont la cause de la mort, et non le lynchage. Le 21 octobre, deux suspects israéliens sont arrêtés pour violences aggravées puis mis en liberté conditionnelle le lendemain. Parallèlement, à Jérusalem, dans le district de Jabal Mukaber, des Israéliens commencent à construire un mur de 5 mètres de haut pour tenter de protéger le quartier juif d'Armon Hanatsiv des jets de pierre et de cocktail Molotov ; sa construction est interrompue sur ordre du Premier ministre dès le 19 octobre.
Le 19 octobre également, l'un des dirigeants du Fatah, Jibril Rajoub a qualifié les récentes attaques contre les Israéliens d’« héroïques ». Dans une interview à la télévision palestinienne, il se dit fier des assaillants et les félicite. Il a ajouté que « les organisations palestiniennes ont la possibilité d'effectuer de plus grandes attaques, mais que le monde n'accepte pas que des bus explosent à Tel-Aviv et qu'il est donc préférable de les éviter ». Les médias du Hamas ont, quant à eux, appelé au remplacement des attaques au couteau par des attaques à la voiture bélier. Trois attaques de ce type ont lieu dans les deux jours qui suivent,,.
Le 20 octobre, des soldats israéliens arrêtent l'un des principaux chefs du Hamas en Cisjordanie, Hassan Youssef. De plus, un Palestinien poignarde un soldat israélien lors d'une manifestation violente près de Beit Awwa au sud de la Cisjordanie, avant d'être abattu par des militaires. Plus tard, deux soldats israéliens sont légèrement blessés, sur la route reliant Jérusalem et Hébron où les soldats montent la garde à un carrefour près du bloc de colonies du Goush Etzion en Cisjordanie, dans une attaque à la voiture bélier. L'auteur est abattu.
Ce même jour, le point de presse du porte-parole du Secrétaire général de l'ONU reconnaît que quelques accusations d'antisémitisme sur les réseaux sociaux par des employés de l'UNRWA ont été prouvées et que des sanctions ont été prises. L'organisation UN Watch ajoute que ce sont des employés palestiniens qui ont été licenciés pour incitation à la violence.
Le 21 octobre, Raed Salah, chef du Mouvement islamique en Israël exhorte le gouvernement jordanien qui gère l'esplanade des mosquées, à « bannir les juifs » du site, « même si cela entraîne l’annulation du traité de paix ». Les articles du traité de paix signé entre la Jordanie et Israël en 1994 permettent aux Juifs de visiter le mont du Temple. Salah affirme qu’« Israël prévoit de détruire Al-Aqsa ». Le 28, la justice israélienne a confirmé son l’incarcération pour 11 mois de prison ferme. Il avait été condamné en mars 2015 pour incitation à la haine en raison de propos tenus dans un discours en 2007, et non pour son implication dans l'agitation récente autour de l'esplanade des Mosquées dont l'accuse le gouvernement israélien,.
Toujours le 21 octobre, Benjamin Netanyahou a demandé l'ouverture d'une enquête criminelle à l'encontre de la député arabe israélienne Hanin Zoabi pour incitation à la violence, Zoabi ayant déclaré que « des centaines de milliers de fidèles [musulmans] doivent se rendre à Al-Aqsa afin de parer un complot israélien de verser leur sang. La terreur solitaire doit devenir une véritable intifada ». Par ailleurs, un Juif israélien tente de s'emparer de l'arme d'un soldat compatriote gardant un arrêt de bus en criant « Je suis Daech! » et est abattu par ce dernier,. Les raisons de son geste restent inexpliquées.
Le 22 octobre, le chef politique du Hamas, Khaled Meshal, a déclaré lors d'un meeting en Afrique du Sud encourager à continuer la vague d'attentats au couteau contre des Israéliens : « La révolte doit se poursuivre jusqu’à ce que la liberté soit obtenue et que la terre revienne à la Palestine et à son peuple ».
Le 23 octobre, avant la grande prière du vendredi, Israël rétablit le libre accès sans restriction à l'esplanade des Mosquées. Le 24 octobre, la Haute cour de justice israelienne a suspendu la destruction de six maisons en Cisjordanie appartenant à des Palestiniens accusés d'avoir tué des Israéliens.
Toujours le 23 octobre, lors d'un sermon dans une mosquée gazouie, un imam loue la vague actuelle de violence contre des civils israéliens et les forces de sécurité et invite les Palestiniens de Cisjordanie à continuer les violences contre les Juifs. Brandissant un gilet contenant des explosifs, il menace les Juifs : « Voici ce qui vous attend. […] Nous l'utiliserons pour vous transformer en pièces détachées, vous anéantir avec vous elle, vous transformer en corps sans vie. Nous allons éparpiller vos corps. Le temps pour les manifestations et les rassemblements soit révolu ».
Le 25 octobre, le Grand mufti de Jérusalem, Muhammad Ahmad Hussein (en) déclare à la télévision israélienne qu'il n'y a jamais eu de Temple juif et que la mosquée al-Aqsa existe depuis la création du monde.
Le 26 octobre, Ismaël Haniyeh, le chef du Hamas dans la bande de Gaza, déclare dans une allocution télévisée lors d'une manifestation à Beyrouth, qu’« aucune force dans le monde réussira à éteindre l'intifada Al-Quds ». Il a ajouté : « Nous sommes prêts pour l'unité politique et populaire à tous les niveaux et disposés pour un accord sur une stratégie nationale unifiée pour protéger l'intifada, récupérer les droits des Palestiniens […]. Certaines personnes pensent que notre peuple est fatigué de l'intifada, des révolutions et de la résistance, estimant que  notre peuple ne se soulèvera pas à nouveau. Cependant, l'intifada Al-Quds [de Jérusalem] est venue déjouer tous leurs plans. »
Le 28 octobre, Mahmoud Abbas s’est exprimé devant le Conseil des droits de l'homme des Nations unies, à Genève. Il a demandé que la communauté internationale impose une solution à deux États et mis en garde que « le temps commence à manquer ». Il a également déclaré que « Ramallah poursuivra ses efforts pour créer un État, qui comprennent l’adhésion à la Cour pénale internationale », et a rejeté l’idée d'un accord de paix provisoire avec Israël. Il a appelé le Conseil de sécurité de l'ONU à établir un calendrier pour un retrait israélien de la Cisjordanie, une tentative précédente ayant échoué. « Il est essentiel que chacun assume ses responsabilités avant qu’il ne soit trop tard, je pense notamment aux Nations unies […] et aux États membres de l’ONU et qu’ils établissent un régime de protection pour le peuple palestinien », ajoutant que son peuple « ne pouvait supporter plus longtemps ces attaques [d’Israël] ». « Protégez-nous, protégez-nous. Nous avons besoin de vous! », a-t-il exhorté, « Est-ce trop demander ? Est-ce trop ? N’est-il pas grand temps pour la communauté internationale de passer de simplement parler de la justice de la cause palestinienne à prendre des mesures pratiques et des mesures qui pourraient servir la justice du peuple palestinien ? » a-t-il interrogé.
Toujours le 28, le ministère public israélien a décidé d'abandonner les charges de terrorisme contre une Arabe israélienne qui avait tenté de poignarder d'un couteau un vigile le 9 octobre dans une gare routière du nord d’Israël. Les services de sécurité israéliens ont établi qu'elle souffrait de troubles psychiatriques et qu'elle avait essayé de « se suicider de manière héroïque », comptant être abattue. Elle sera poursuivie pour crime de droit commun.
Il est révélé par la presse, fin octobre, que 5 soldats israéliens sont mis en accusation par le tribunal militaire de Jaffa pour torture à l'électricité sur un Palestinien, après l'avoir battu et filmé la scène avec l'un des téléphones des militaires. Une Arabe de 18 ans est par ailleurs abattue alors qu'elle refusait de se soumettre à un contrôle. Selon Tsahal, « elle transportait un poignard dans ses vêtements et a refusé de le laisser tomber au sol ». Le rapport officiel sur cet événement estime que les soldats auraient pu la neutraliser en visant le bas du corps au lieu de la tuer. L'armée annonce cependant qu'aucune poursuite ne sera engagée contre ces soldats, mais demande à ses troupes « d'avoir la gâchette moins facile ».

#### Novembre
Le 2 novembre, un Palestinien a poignardé trois personnes, dont une femme de 80 ans, dans la ville de Rishon LeZion. Il est évacué par la police qui le met en garde à vue. Juste après, un commerçant local, pris à tort pour cet agresseur, échappe à une tentative de lynchage de la foule israélienne grâce à l'action des forces de l'ordre. Le même jour, à Netanya, un autre Palestinien de 23 ans de la ville de Tulkarem en Cisjordanie a poignardé et grièvement blessé un homme âgé lundi après-midi avant de fuir la scène puis d'être blessé aux jambes par les policiers qui l'arrêtaient.
Le 4 novembre, l’imam et prédicateur de la mosquée Al-Aqsa, Sheikh Khaled Al Mughrabi a été arrêté par la police israélienne pour des sermons dans lesquels il incitait entre autres au meurtre de Juifs. Lors de l'un de ces sermons mis en ligne par le site internet Palestinian Media Watch et remis à la police, l'imam proclame : « Nous poursuivrons les Juifs partout. Ils ne nous échapperont pas. Les fils d’Israël seront tous tués ».
L’ambassadeur israélien auprès des Nations unies, Danny Danon, a rejeté dans une lettre adressée au président du Conseil de sécurité de l’ONU les allégations de Riyad Mansour, chef de la délégation palestinienne. Ce dernier affirmait qu'Israël aurait « récemment prélevé des organes sur des palestiniens tués par ses forces ». L'ambassadeur israélien condamne ces accusations comme antisémites et demande au Secrétaire général Ban Ki-moon, d'également condamner « cette diffamation de la part du représentant palestinien [qui] révèle ses motivations antisémites et ses vraies couleurs » ainsi que « l’incitation permanente des dirigeants palestiniens ».
Également le 4 novembre, un garde-frontières israélien est grièvement blessé dans un attentat à la voiture-bélier près d'Hébron. Il meurt le 8 novembre.
Le 5 novembre, la police israélienne annonce la levée des barrages mis en place à l'entrée de plusieurs quartiers arabes de Jérusalem-Est pour faire face à la récente vague de violences anti-israélienne à Jérusalem-Est. La police israélienne a déclaré dans un communiqué que ces mesures sont la « conséquence directe d'une certaine stabilisation de la situation sécuritaire, qui permet cette politique plus clémente et doit autoriser le public à retrouver une vie normale ».
Le 10 novembre, les attaques au couteau reprennent à Jérusalem après une dizaine de jours d'accalmie : deux attaques au couteau ont lieu à Jérusalem-Est. Dans l'une d'elles, deux enfants palestiniens de 12  et   14 ans poignardent et blessent un garde de sécurité du tramway. Dans l'autre, un Palestinien tente de poignarder des gardes de sécurité privés, qui ont répondu en lui tirant dessus ; l’assaillant est mort de ses blessures et un secouriste palestinien est blessé par des tirs des gardes.
Le 12 novembre, des membres de forces spéciales israéliennes ont mené une opération dans un hôpital d'Hébron conduisant à l'arrestation de Abdallah Azzam al Chalalda, soupçonné d'avoir commis une attaque à l'arme blanche. Selon le directeur de l’hôpital, un Palestinien, frère du prisonnier et présent dans la chambre, a été tué par balles dans cette opération. Le 13 novembre, deux Israéliens sont tués par arme à feu à Hébron. Dans cette même ville, un Palestinien a été tué lors de heurts avec l'armée israélienne
Le 16 novembre, l'armée israélienne abat deux Palestiniens lors de nouveaux heurts en Cisjordanie occupée  Trois jours après, deux Israéliens sont poignardés à Tel Aviv. Le suspect est arrêté. Une autre attaque a lieu le même jour en Cisjordanie près du bloc de colonies du Goush Etzion qui fait trois morts, un Israélien, un Américain et un Palestinien. Selon l'armée israélienne, plusieurs personnes ont été blessées quand les assaillants ont pris la fuite en ouvrant le feu et en fonçant avec leur voiture sur un groupe de piétons. Le 22 novembre, une Israélienne poignardée succombe à ses blessures en Cisjordanie alors que l'auteur de l'attaque, un Palestinien de 34 ans, du village palestinien de Cisjordanie Beit Fajar près de Bethléem est tué après l’attaque.

#### Décembre
En décembre, les attaques au couteau ou parfois à coups de barre,,,,,, et à la voiture-bélier continuent,,,,,. Si les blessés sont nombreux, aucun décès n'est à déplorer chez les Israéliens mais un bébé (de nationalité française) a perdu un pied dans l'attentat à la voiture-bélier du 14 décembre. Quant aux assaillants, ils sont parfois arrêtés, parfois tués et parfois parviennent à s'échapper. Les tirs par l'armée sur les manifestants opposés aux colonies se poursuivent, entraînant plusieurs décès. Le 24 décembre, une attaque au couteau à la Porte de Jaffa à Jérusalem laisse deux morts israéliens, dont l'un a été touché par les tirs de la police israélienne sur les assaillants.
Le 24 décembre est publiée par la chaîne télévisuelle israélienne Channel 10 la vidéo d'un groupe de Juifs orthodoxes radicaux d’extrême-droite célébrant lors du mariage de l'un d'eux la mort d'un bébé palestinien mort dans un incendie criminel en juillet 2015 dont l'auteur de celui-ci pourrait être l'un des membres de ce groupe arrêté en début décembre. Le Shin Bet a déclaré que ce groupe est motivé par une idéologie extrémiste et antisioniste. Les images les montrent poignardant une photographie du bébé qu'ils se passent et chantent. La police fait un communiqué de presse pour indiquer que les membres de ce groupe seront écroués. Quelques jours plus tard, une centaine d'entre eux sont arrêtés. Pour David Horovitz, fondateur de The Times of Israel, « les jeunes vus en train de célébrer un meurtre lors d’un mariage à Jérusalem ont le potentiel pour apporter la ruine sur nous tous ». Il reprend en fait des propos tenus par le président de l'État d'Israël, Reuven Rivlin le lendemain de l'assassinat du bébé palestinien : « Ces flammes, qui nous consument tous, ne peuvent pas être éteintes par de faibles condamnations [des politiciens]. Depuis le système éducatif, à ceux qui font respecter la loi, en passant par les dirigeants du peuple et du pays : nous devons éteindre les flammes, les incitations, avant qu’elles nous détruisent tous. » Le Premier ministre israélien Benjamin Netanyahou a déclaré que ce groupe constitue « un danger pour la société israélienne et la sécurité d’Israël ». Plusieurs leaders de la mouvance des colons ont dénoncé les images tout comme Naftali Bennett, le ministre de l’éducation et dirigeant du parti nationaliste religieux Foyer juif, qui a dit qu’il s’agissait de « terroristes dont le but était de démanteler l’État d’Israël ». Le Grand rabbin d’Israël, David Lau, a déclaré : « De tels actes ne sont pas la voie du judaïsme, ils sont un rejet et une répudiation des valeurs du peuple juif et de la Torah ».

### 2016

#### Janvier
Le 1er janvier 2016, un Arabe israélien fait deux morts et sept blessés en tirant sur une terrasse de café à Tel-Aviv puis tue un chauffeur de taxi avant d'être repéré et tué par les forces de l'ordre israéliennes le 8 janvier,,. Le 17 janvier, une Israélienne, Dafna Meïr, est poignardée chez elle dans la colonie d'Otniel (en) et succombe à ses blessures le jour même après s'être battue pour défendre ses enfants. Le lendemain, une femme enceinte est poignardée dans une autre colonie et est grièvement blessée par un adolescent palestinien de 17 ans qui travaillait à l'intérieur de l'implantation, ce qui fait redouter aux forces de sécurité une inflexion de la stratégie du djihad islamique qui prendrait maintenant pour cible des femmes. Le 19 janvier, l'armée israélienne annonce l'arrestation d'un mineur palestinien de 16 ans originaire d'un village proche d'Otniel soupçonné d'avoir tué Dafna Meïr,. Le 23 janvier, une Palestinienne de 13 ans a tenté de poignarder un garde de sécurité civil dans une colonie de Cisjordanie. Le garde a répliqué et ouvert le feu, la blessant mortellement. Selon la police, « elle avait quitté sa maison dans un village palestinien voisin, avec des idées suicidaires à la suite d'une dispute avec sa famille ». Le 25 janvier, deux femmes sont blessées dont une mortellement dans une attaque au couteau dans la colonie de Beit Horon (en). Un agent de sécurité a tué les deux terroristes présumés.
En janvier 2016, l'AFP estime que la majorité des Palestiniens tués sont des auteurs ou auteurs présumés d'attaques

#### Février

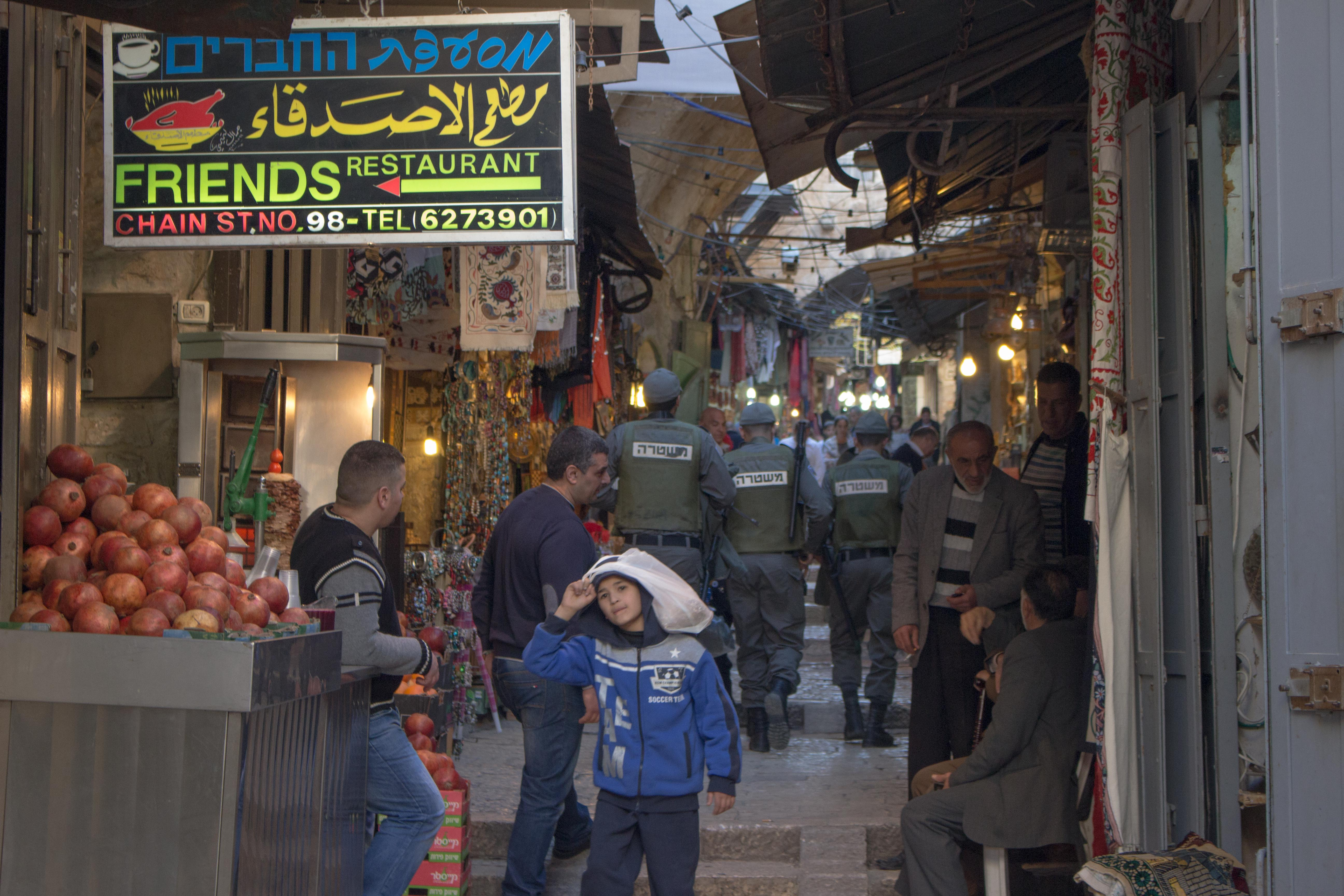
Patrouille de police israélienne dans la vieille ville de Jérusalem, en février 2016.

Le 3 février 2016, une jeune policière de 19 ans est tuée à la porte de Damas, à Jérusalem, d'une balle dans la tête. Trois terroristes palestiniens, originaires de Jénine, s'étaient rendus à la porte de Damas armés de fusils Karl Gustav, de couteaux et de bombes dans le but de mener une large attaque mais avaient été repérés par la police. Une autre policière, d'une vingtaine d'années, a été grièvement blessée. Les forces de sécurité ont rapidement éliminé les terroristes.
Le 12 février 2016, le Shin Bet publie une analyse montrant que le nombre d’attaques en janvier 2016 est au même niveau qu’au mois de septembre, avant l’escalade de la violence (169 attaques en janvier 2016 contre 246 en décembre 2015, plus bas même qu'en août 2015). Toutefois, le nombre de morts en janvier, qui est de 5, est en baisse par rapport à novembre et décembre mais reste supérieur à ce qu'il était à la fin de l'été. Les Israéliens espèrent une accalmie définitive après notamment l'envoi de nouvelles aides financières à la construction de logements de la part de l'Union européenne dans les territoires occupés. Cependant, la situation se crispe après la publication le mois suivant d'un rapport de Shir Hever, affirmant qu'Israël détournerait 78 % de l'aide humanitaire de l'Union destinée aux Palestiniens, pour financer l'occupation militaire.
Le 21 février, lors d'une attaque à l'arme blanche dans un supermarché de Shaar Binyamin, deux Israéliens sont blessés. L'un d'eux succombe à ses blessures quelques heures plus tard. Les deux terroristes palestiniens ont été neutralisés par un civil armé, puis arrêtés par les forces de sécurité. Le 24 février, alors qu'il attendait un bus, un capitaine réserviste de l'armée de l'air israélienne est poignardé par un terroriste palestinien. Des soldats stationnés à proximité ouvrent le feu sur l'agresseur mais touchent accidentellement l'officier; hospitalisé à l'hôpital Shaare Tsedek, il succombe à ses blessures quelques heures plus tard.

#### Mars
Le 8 mars, un Palestinien tue un touriste américain et blesse plusieurs personnes sur le front de mer à Tel Aviv-Jaffa alors que le vice-président américain Joe Biden est en visite dans le pays.
Le 12 mars, deux enfants sont tués à Gaza dans une maison proche de l’une des bases des brigades Ezzedine Al-Qassam lors d'un raid aérien qui faisait suite à des tirs de roquette sur Israël.
Le 24 mars est publiée sur les réseaux sociaux la vidéo d'un soldat franco-israélien Elor Azaria visant, puis abattant d'une balle dans la tête un Palestinien allongé, désarmé, agonisant mais bougeant encore faiblement la tête. Ni les soldats ni les colons israéliens qui se trouvent à proximité ne réagissent à la détonation,. Selon l’armée israélienne, le Palestinien abattu, Ramzi Al-Qasrawi, était l’un des deux qui avaient attaqué et modérément blessé un soldat israélien. Cela provoque une vague de colère et les manifestations dans les territoires occupés redoublent de vigueur. Les autorités israéliennes, qui s’étaient contentées dans un premier temps de rapporter la mort de deux Palestiniens abattus après avoir gravement blessé un soldat, arrêtent le soldat qui est inculpé pour meurtre le jour suivant, motif ramené à celui d'homicide involontaire quelques jours plus tard,. L'exécution est condamnée par l'Organisation des Nations unies, qui juge cet acte « horrible, immoral et inique ». En Israël, les réactions civiles sont partagées puisque, selon un sondage, 57 % des Israéliens estiment que le soldat n'aurait pas dû être arrêté. Le ministre de la Défense Moshe Ya'alon a jugé que ces agissements étaient « extrêmement graves et en contradiction claire avec les valeurs de l’armée d’Israël » tandis que Naftali Bennett, ministre de l'Éducation et de la Diaspora, connu pour ses violentes positions anti-palestiniennes, a pris la défense du soldat, arguant qu’« attaquer un soldat qui nous protège tous avant même que l'enquête ne soit lancée, porte préjudice à la place d'Israël dans le monde et à nos efforts pour empêcher de nouvelles attaques ». Le 4 janvier 2017, Elor Azaria est jugé coupable d'homicide volontaire par un tribunal militaire de Tel-Aviv. Une grande partie de l'opinion publique ainsi que le Premier ministre, Benyamin Netanyahou, demandent sa grâce, alors que les juges du tribunal militaire  doivent alors bénéficier d’une sécurité renforcée. Finalement, le soldat est condamné à 18 mois de prison le 21 février 2017, verdict suscitant de très vives réactions en Israël. Les procureurs de l’armée israélienne font appel le 7 mars 2017 de cette condamnation, trop légère à leurs yeux.
Les statistiques confirment une baisse du nombre d'attaques, de 26 % sur le mois de mars 2016.

#### Avril
L'armée abandonne les poursuites contre un colonel qui avait abattu  en juillet 2015, un adolescent palestinien  qui était probablement en fuite après avoir jeté des pierres. Le procureur militaire a estimé que le colonel Shomer ne l'avait pas tué délibérément. Cette décision est dénoncée par l'ONG israélienne B’Tselem qui parle d'« impunité » pour qualifier l'abandon de l'accusation : les manifestations et les attaques au jet de pierres continuent.
L'Institut du Temple annonce peu après qu'un couple juif s'est marié furtivement le 12 avril sur le mont du Temple, provoquant des réactions furieuses de la gauche israélienne, avant que des dirigeants palestiniens, qui ne semblaient pas informés de ce mariage, préviennent que la visite de Juifs sur le complexe pendant la Pâque juive enflammerait les tensions.
Le chef du gouvernement israélien est critiqué par ses propres ministres à propos de sa gestion de la crise en général : le ministre de l'Agriculture, Uri Ariel, pense notamment que Netanyahou n'« a rien fait » pour améliorer les conditions de vie des Palestiniens, et présente cela comme la cause des violences. Il affirme que les citoyens à Gaza sont maltraités par les soldats de l'État hébreu. « Honte à Israël et à son système de défense » clame Ariel, qui demande des traitements plus « humains » pour les Palestiniens aux checkpoints de la barrière de séparation : « Qu'est-ce qui nous empêche d'arranger cela, 50 millions de shekels? ».
Le 18 avril, une bombe fait 21 blessés, dont deux gravement atteints, à bord de deux bus à Jérusalem. Le blessé le plus grièvement atteint meurt deux jours plus tard et est identifié par le Hamas comme le poseur de la bombe, un Palestinien de 19 ans membre du Hamas. Il s'agit du premier attentat-suicide depuis le début de la vague de violence.

#### Juin
Le 8 juin 2016, deux terroristes tirent sur les clients attablés en terrasse d'un café du quartier Sarona de Tel-Aviv, en tuent quatre et en blessent sept autres. The Times of Israel dit alors penser que cette fusillade brise les espoirs de fin de la vague de terreur que les Israéliens avaient entrevus, après l'accalmie des semaines précédentes. Toutefois, quelques jours plus tard, la situation reste calme, jusqu'à ce que l'armée israélienne abatte un Palestinien de 15 ans au bord d'une route sur laquelle elle patrouillait, le 22 juin. Appelés pour des jets de pierres, les soldats on ouvert le feu sur un « passant sans lien » avec les incidents selon le rapport de l'armée. Il revenait de la piscine avec quatre autres adolescents, dont deux de ses frères. Saeb Erekat, le secrétaire général de l'Organisation de libération de la Palestine, dénonce alors un « assassinat de sang froid » et des manifestations prennent place.
Le 30 juin, un terroriste palestinien s'infiltre dans le quartier de Harsanina, dans la colonie juive de Kiryat Arba, en escaladant une clôture de sécurité. Il s'introduit dans la maison d'une famille israélienne, entre dans la chambre d'une adolescente de 13 ans, et la poignarde à plusieurs reprises pendant son sommeil, la blessant grièvement. Des gardes, alertés par une alarme déclenchée lors du passage du terroriste au-dessus de la barrière, arrivent sur place. Le Palestinien blesse grièvement l'un des agents, qui le tue. La jeune fille, israélo-américaine, est transférée à l'hôpital Shaare Tsedek de Jérusalem dans un état critique et meurt de ses blessures peu après. Le garde de sécurité, qui a également reçu des éclats de balles dans le haut du corps et au niveau des jambes, est hospitalisé au centre médical Hadassah, à Jérusalem. Mahmoud Abbas n'a pas commenté l'attaque. Il est critiqué par les autorités israéliennes pour ne pas avoir suffisamment à leur sens condamné de telles attaques et pour inciter à la violence. Benyamin Netanyahou déclare le lendemain que « [ce qui fait que] quelqu'un tranche la gorge d'un enfant, ce n'est pas un désir de paix mais un esprit inondé de haine, d'incitation à la violence et d'une idéologie qui affirme qu'un enfant n'est pas un être humain »,,,.

#### Juillet

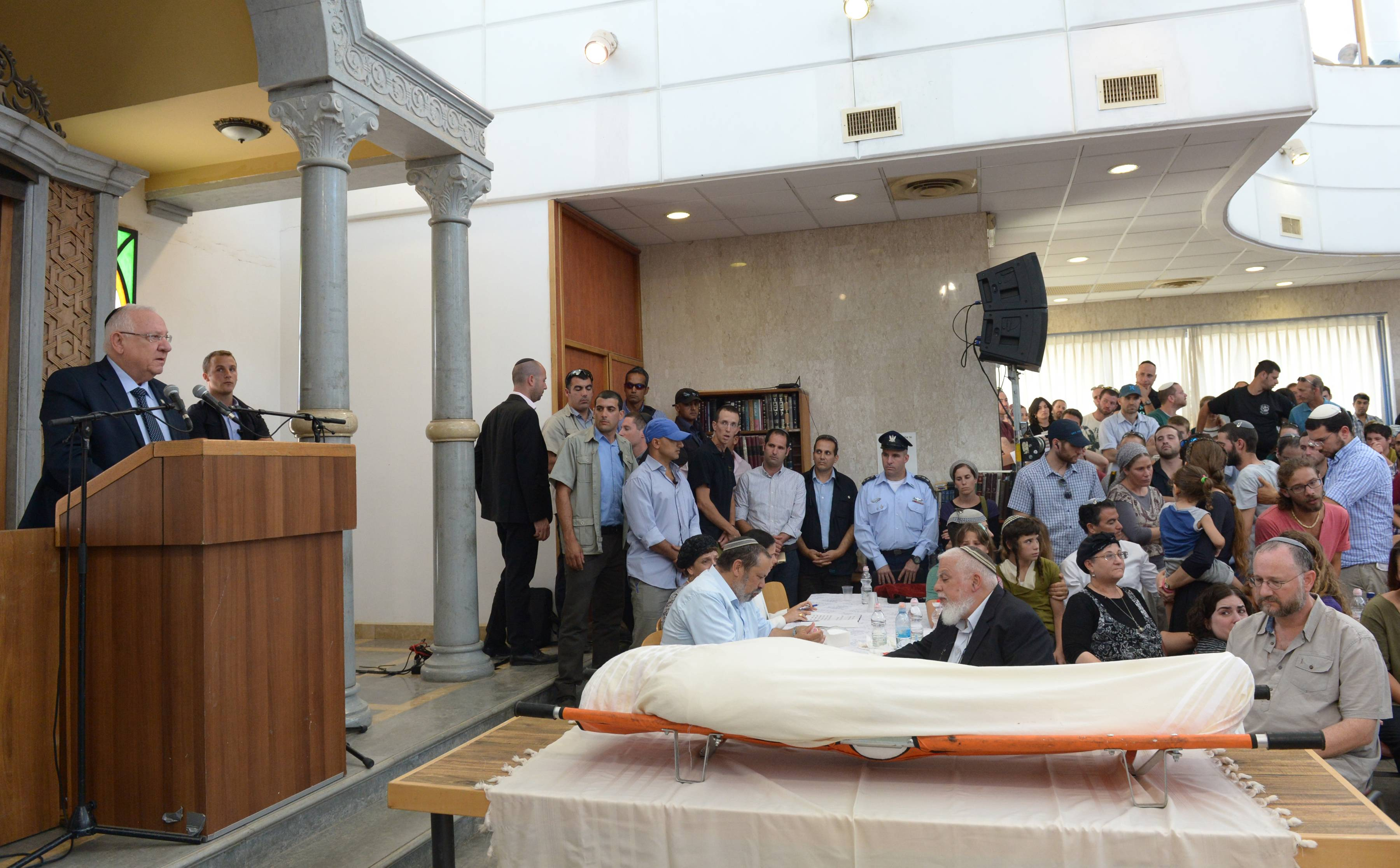
Funérailles de Michael Mark, le conducteur tué, le 3 juillet 2016, en présence du président israélien Reuven Rivlin.

Le 1er juillet, le directeur de la yechiva d'Otniel (en) est tué au volant de sa voiture et sa femme et ses enfants sont blessés après un tir sur leur voiture près d'Hébron. Le suspect semble être originaire du même village palestinien que celui dont est venu le terroriste qui a tué une jeune fille, la veille à Kiryat Arba.

#### Octobre
Le 9 octobre, un policier et une sexagénaire sont tués lors d'une fusillade à Jérusalem, qui fait six autres blessés. Le terroriste est abattu par la police. L’attaque a brisé un calme relatif à Jérusalem qui durait depuis plusieurs mois. Le Fatah qualifie le terroriste de « martyr », tandis que le Hamas et le Jihad islamique palestinien considèrent l'attentat comme une « opération héroïque » ; l'attaque et ces déclarations sont condamnées par le Coordinateur spécial des Nations unies pour le Processus de Paix au Moyen-Orient ainsi que le département d'État des États-Unis. L'Union européenne, qui a présenté ses condoléances aux victimes, a également condamné l'attaque et l'« incitation à commettre des actes terroristes ».
Le 30 octobre, une attaque à la voiture-bélier blesse légèrement 3 membres de la police aux frontières israélienne près de Beit Ommar, et un enfant de cinq ans est blessé à la tête par des lanceurs de pierres sur la route de Tékoa. Le lendemain, un Palestinien, qui serait selon des sources palestiniennes un policier, ouvre le feu sur des soldats israéliens dans la banlieue de Ramallah. Il en blesse 3, dont un grièvement, avant d'être abattu,.

### 2017

#### Janvier
Le 8 janvier, un camion conduit par un Palestinien fauche un groupe d'élèves-officiers dans le quartier d'Armon Hanatziv à Jérusalem. Quatre soldats (trois femmes et un homme) sont tués et seize personnes blessées. Le Hamas salue cette attaque, qu'il qualifie d'« héroïque ».

#### Février
Le 8 février, le Dôme de fer intercepte 3 roquettes tirées d’Égypte vers Eilat, qui ne font pas de blessés. Le lendemain, 6 personnes sont blessées quand un Palestinien ouvre le feu et attaque des passants au couteau sur le marché de Petah Tikva près de Tel-Aviv.

#### Mars
Le 13 mars, un Palestinien poignarde 2 membres de la police aux frontières israélienne avec un couteau de boucher durant la fête juive de Pourim dans la vieille ville de Jérusalem, à proximité de la porte des Lions. Il est abattu par l'un des policiers, qui avait réussi à se dégager,. Le 29 mars, une Palestinienne s'approche d'un groupe d'agents de police dans la vieille ville de Jérusalem et tente de les poignarder; elle est abattue.

#### Avril
Le 1er avril, deux civils israéliens de 18 et 20 ans et un policier d'une vingtaine d'années dans la vieille ville de Jérusalem sont blessés à coups de poignard par un Palestinien qui est abattu,.
Le 6 avril, un Israélien est tué et un autre blessé dans une attaque à la voiture-bélier en Cisjordanie.
Le 14 avril, une étudiante britannique est assassinée dans le tramway à Jérusalem par un terroriste palestinien qui souffrait de troubles psychiatriques.
Le 19 avril, un Israélien de 60 ans est blessé à la tête lors d'une attaque terroriste à la voiture-bélier dans le Goush Etzion. L'auteur de l'attentat est abattu par les forces de sécurité israéliennes.
Le 23 avril, 4 personnes sont blessées à coups de couteau par un Palestinien qui s'était introduit dans l'hôtel Leonardo et l'hôtel adjacent, situés le long de la promenade en bord de mer de Tel Aviv. Le terroriste est arrêté par la police,,. Il était entré en Israël grâce à un laissez-passer d'une journée octroyé à l'ONG Natural Peace Tours, qui est censée créer des liens entre Palestiniens et Israéliens.
Le 24 avril, une soldate israélienne est poignardée par une Palestinienne qui s'est approchée en prétextant vouloir « poser une question » au checkpoint de Kalandia. Elle est maîtrisée sans aucun coup de feu.

#### Juin
Le 16 juin, une policière est poignardée à mort près de la porte de Damas à Jérusalem par deux terroristes abattus quelques instants plus tard. Pour la première fois, l'État islamique revendique cette attaque, ce que dément le Hamas qui la revendique à son tour.

#### Juillet
Le 14 juillet, deux policiers israéliens d'origine druze sont abattus près de la porte des Lions, à l’entrée est de la vieille ville de Jérusalem par trois Arabes israéliens qui sont eux-mêmes tués par la police sur l'esplanade des Mosquées, d'où ils étaient partis et où ils avaient fui. Cet attentat est condamné par le roi Abdallah II de Jordanie alors que le Parlement jordanien rend hommage le 16 juillet aux terroristes. Par crainte de nouvelles violences, les autorités israéliennes ont alors évacué l'esplanade et fermé son accès. Mahmoud Abbas appelle Benyamin Netanyahou – ce qu’il n’avait plus fait depuis des années – pour lui exprimer son «  rejet de tout acte de violence, d’où qu’il vienne, particulièrement dans les lieux de culte  »
. Le site est rouvert le dimanche 16 juillet 2017 mais l'installation par la police israélienne de détecteurs de métaux pour protéger son accès suscite la colère des autorités du Waqf et des fidèles qui refusent de passer par ces détecteurs. La situation s'aggrave alors : des émeutes anti-israéliennes font cinq morts côté palestinien et trois Israéliens sont assassinés pendant leur dîner de Chabbat dans la colonie de Halamish. Finalement, après un entretien entre Benyamin Netanyahou et le roi Abdallah II de Jordanie — La Jordanie contrôle le Waqf de Jérusalem, chargé de l'administration des lieux saints musulmans — le gouvernement israélien retire le 25 juillet les détecteurs de métaux et annonce son intention d'installer à leur place des moyens de sécurité fondés sur une « technologie avancée ». Selon un sondage, 77 % des Juifs israélien estiment que la décision du Premier ministre constitue une « capitulation »  alors que les Palestiniens y voient une victoire.

#### Septembre
Le 26 septembre, trois Israéliens, un garde-frontières et deux vigiles dont l'un d'origine arabe sont tués par un Palestinien devant l'implantation de Har Adar en Cisjordanie.

#### Novembre
Le 30 novembre 2017, le soir dans la ville d'Arad, Ron Kokia, 19 ans, soldat du Nahal, est attaqué en attendant le bus. Il est poignardé et son arme est volée par le ou les terroriste(s). Ron meurt de ses blessures en allant chercher de l'aide.

## Mesures sécuritaires
Face aux attaques au couteau par des individus agissant souvent seuls, le gouvernement israélien a pris de nombreuses mesures proactives, incluant l'armement de citoyens et le déploiement d'agents sans uniforme, qui ont permis de déjouer de nombreuses tentatives d'attentats (plus de 400 attaques déjouées en 2017 et 480 en 2018).

### Statu quo sur le mont du Temple
Le maintien par Israël du statu quo sur le mont du Temple a servi à désamorcer des tensions. Par ce statut, postérieur à la prise des possessions jordaniennes en juin 1967, Israël s'oblige à ne pas interférer pas avec l'administration religieuse par le Waqf de l'esplanade des Mosquées, mais garde la responsabilité de sa sécurité.
Le 9 septembre 2015, le gouvernement israélien interdit deux organisations féminine et masculine (les Mourabitat et les Mourabitoun) qui harcèlent les visiteurs juifs se rendant sur le mont du Temple en nombre croissant ces dernières années. Le 14 septembre, après une recrudescence des heurts entre manifestants palestiniens et la police israélienne, celle-ci augmente sa présence sur le mont du Temple. Le 16 septembre, le gouvernement israélien réaffirme qu'il ne veut pas changer le statu quo des Lieux saints musulmans. L'opinion palestinienne, le président de l'Autorité palestinienne, qui dénonce les restrictions d'accès imposées aux fidèles musulmans et la Jordanie affirment qu’Israël ne respecte pas le statu quo sur le mont du Temple, selon les règles qui avaient été établies à la base, ce qui est démenti par Israël et le secrétaire d'État américain John Kerry,,,.
Le 20 octobre, les États-Unis dénoncent la volonté des pays arabes, dans une résolution présentée à l'UNESCO au nom de l'Autorité palestinienne, d'inclure le mur des Lamentations dans les lieux saints musulmans et donc de changer le statu quo.
Le 15 avril 2016, l'UNESCO adopte une résolution ignorant tout lien des Juifs avec le mont du Temple,,. L'Estonie, l'Allemagne, la Lituanie, les Pays-Bas, les États-Unis et le Royaume-Uni ont voté contre cette résolution alors que la France, l'Espagne, la Suède, la Russie et la Slovénie sont parmi les pays qui l'ont approuvée.

## Initiatives diplomatiques
Le 16 octobre, la France annonce son intention de demander au Conseil de sécurité des Nations unies l'envoi d'observateurs internationaux par l'ONU sur l'esplanade des lieux saints à Jérusalem. Cette initiative est sévèrement critiquée par le gouvernement israélien, qui accuse la France de rester silencieuse « sur les causes réelles de la vague d’attaques au couteau perpétrées par des Palestiniens, à savoir les incitations à la violence contre Israël et son peuple ».
Les 20 et 21 octobre, le Secrétaire général de l'ONU, Ban Ki-moon fait une visite en Israël et dans les territoires palestiniens. Il dénonce à son arrivée « un conflit qui dure depuis trop longtemps ». Ban souligne que l'usage excessif de la force « peut susciter des frustrations et inquiétudes qui augmenteraient les violences et les tensions » et exprime ses craintes face aux « déclarations des groupes palestiniens comme le Hamas et le Jihad islamique qui saluent ces attaques haineuses », en référence aux nombreuses attaques commises depuis le 1er octobre par des Palestiniens contre des Israéliens. Ban Ki-moon affirme qu'il n'est pas optimiste concernant la situation, relayant le « désespoir » de la jeunesse palestinienne et son inquiétude concernant les incitations à la violence des deux côtés.
À l'UNESCO, six pays arabes, l'Égypte, la Tunisie, l'Algérie, le Maroc, le Koweït et les Émirats arabes unis, présentent le 20 octobre au nom de l'Autorité palestinienne une résolution qui rattacherait le Mur des Lamentations au complexe de la mosquée Al-Aqsa. Ce texte ferait donc du Mur des Lamentations, site le plus sacré du judaïsme en l'absence de Temple sur le mont, un lieu de culte musulman, a dénoncé l'ambassadeur israélien à l'UNESCO, Carmel Shama Hacohen, qui a évoqué une tentative d'« islamisation totale » du site. La directrice de l'UNESCO, Irina Bokova, a appelé les 58 pays du Conseil exécutif à ne pas « alimenter davantage les tensions sur le terrain ». Les États-Unis s'opposent aussi à cette résolution. Finalement, le 21 octobre, une résolution expurgée est adoptée par le conseil exécutif de l'UNESCO : le Mur des Lamentations n'est plus mentionné mais la résolution condamne « l’agression et les mesures illégales prises contre la liberté de culte et l’accès des musulmans à la mosquée Al-Aqsa et les tentatives d’Israël de briser le statu quo depuis 1967 » et reconnaît le tombeau de Rachel à Bethléem et le tombeau des Patriarches à Hébron comme des sites musulmans. Les États-Unis, l’Allemagne, le Royaume-Uni, les Pays-Bas, la République tchèque et l’Estonie se sont opposés à cette résolution. La France s’est abstenue.
Le 21 octobre, Angela Merkel déclare durant une rencontre avec Benyamin Netanyahou à Berlin qu'« Israël a fait face à des attaques depuis sa création et nous pensons que la solution à deux États est la meilleure possibilité […]. Les colonies sont contre-productives et tout doit être fait pour calmer la situation ». Elle déclare également que « l'Allemagne attend de Mahmoud Abbas qu'il condamne tout ce qui constitue un acte de terrorisme. On ne peut pas mener des discussions avec Israël si cela n'intervient », ajoutant que « les jeunes Palestiniens ont besoin de perspectives et les mesures unilatérales n'aident pas ».
Le 22 octobre, lors d'une conférence de presse commune avec le Secrétaire d'État américain John Kerry, Netanyahou, après avoir remercié les États-Unis « pour avoir condamné les attaques terroristes contre Israël, pour avoir défendu la légitime défense d’Israël et pour avoir défendu Israël à l’UNESCO » a ajouté : « Pour générer de l’espoir, nous devons arrêter le terrorisme. Pour arrêter le terrorisme, nous devons arrêter l’incitation à la violence ». John Kerry a ensuite déclaré pour sa part : « Il est absolument crucial de mettre fin à toutes les incitations, de mettre un terme à toute la violence et de trouver une voie qui permette de construire potentiellement un processus plus large, ce qui n’est pas le cas aujourd’hui »,,.
Le 24 octobre, après s'être entretenu séparément avec le roi Abdallah II de Jordanie et Mahmoud Abbas, le Secrétaire d'État américain, John Kerry annonce depuis Amman un accord entre Israël et la Jordanie quant à de nouvelles mesures régissant l'esplanade des Mosquées, pour tenter de mettre fin à la flambée de violences entre Israéliens et Palestiniens. Cet accord inclut une vidéosurveillance permanente de l'esplanade. Kerry a aussi précisé que les autorités israéliennes et jordaniennes se réuniront prochainement pour renforcer le dispositif de sécurité. Un peu plus tard, Benyamin Netanyahou a réaffirmé sa volonté de maintenir le statu quo : « les musulmans prient sur le Mont du Temple ; les non-musulmans visitent le Mont du Temple ». Toutefois, le ministre palestinien des Affaires étrangères Riyad Al-Maliki déclare le 25 octobre que les propos de Netanyahou ne sont pas crédibles. Le 12 novembre, une délégation jordanienne arrive à Jérusalem depuis Amman pour mener des tests préliminaires avant l’installation des caméras de surveillance sur le mont du Temple. Les responsables du ministère des Habous et des Affaires islamiques devraient inspecter les aspects techniques et d’ingénierie de l’installation des équipements de vidéosurveillance sur le site pour aborder la question des emplacements des caméras de surveillance avec le Waqf de Jérusalem. Le 1er mars 2016, il semble confirmé que la Jordanie aura l'autorité sur l'installation de caméras de surveillance, leurs transmissions et les inspections. Durant le week-end du 5 mars, l'accord israélo-jordanien sur l'installation des caméras est conclu et vise à leur mise en opération avant les fêtes de la Pâque juive, en avril 2016. Le 20 mars, la Jordanie annonce l'installation, dans les jours suivants, de 55 caméras de surveillance, d'un centre de contrôle pour les gérer et la diffusion en ligne des images pour « documenter toutes les violations et agressions israéliennes ». Cependant, le 18 avril, le Premier ministre jordanien Abdallah Nsour annonce que son gouvernement a décidé d’annuler le plan pour l’installation des caméras sur le lieu sacré et sensible de Jérusalem, en raison des préoccupations palestiniennes. Le dirigeant de la faction radicale du Mouvement islamique en Israël, Raed Salah, avait appelé la Jordanie à reconsidérer le projet, craignant qu’il ne devienne des « yeux pour Israël ».
Le 26 octobre, Federica Mogherini, responsable des Affaires étrangères de l'Union européenne a reçu Mahmoud Abbas pour discuter de « mesures concrètes » qui pourraient améliorer la situation des Palestiniens. La Commission européenne est le plus gros donateur aux Palestiniens. Depuis 1994, l’Autorité palestinienne a reçu plus de 5,6 milliards d’euros d’aide.
Le 2 novembre, la Chambre des représentants des États-Unis vote la résolution 293 condamnant l'incitation de l'Autorité palestinienne à la violence et la haine contre Israël. Elle demande à l'Autorité palestinienne de cesser et de condamner publiquement les actions incitant à la violence, de reprendre la coopération avec Israël en matière de sécurité, et d'initier de nouveaux pourparlers directs pour la paix. Cependant, Margot Wallström, ministre des Affaires étrangères du royaume de Suède, accuse Israël de mener des « exécutions extrajudiciaires » contre des civils palestiniens : elle demande en janvier 2016 l'ouverture d'une enquête interne. L'AP salue une « position humanitaire courageuse », alors qu'Israël, acculé, juge cette proposition « délirante et irresponsable ». Son Premier ministre, Stefan Löfven, a en outre affirmé que les attaques au couteau menées « ne sont pas du terrorisme »,. En réponse à cela, la vice-ministre israélienne des Affaires étrangères Tzipi Hotovely affirme qu'Israël ferme l'accès à son territoire aux Suédois. Benyamin Netanyahou dénoncera plus tard ces propos comme étant exagérés — l'une des vice-présidentes du Parlement suédois est en visite en Israël — et le ministre des Infrastructures et de l'Énergie Yuval Steinitz (en) ajoutera que d'autres pays, comme les États-Unis, la Russie et la France, tuent des terroristes « sans que Wallström n'appelle à des enquêtes à leur encontre ».
L'Organisation des Nations unies reproche également à Israël les intrusions de ses soldats dans les camps de réfugiés en territoires occupés (pour mener des arrestations ou des opérations de surveillance), qui aboutissent parfois à des tirs contre des civils, et leur mort.

## Bilans
Au 8 novembre 2015, selon le décompte de l'armée israélienne publié par le ministère des Affaires étrangères israélien, 76 attaques dont 61 attaques au couteau, 8 attaques à la voiture bélier et 7 à l'arme à feu ont été perpétrées depuis le début octobre par des Palestiniens dont 2 femmes et 2 enfants, certains résidant illégalement en Israël, et 2 Arabes israéliens.
Entre le 1er octobre 2015 et le 22 février 2016, les violences quotidiennes entre Israéliens et Palestiniens ont conduit à 167 morts parmi les Palestiniens (deux tiers présentés comme des agresseurs, la plupart des autres ayant été tués lors de manifestations anti-israéliennes) et 27 morts et 300 blessés parmi les Israéliens. 
Près de la moitié des auteurs d'attaques au couteau ont moins de vingt ans et deux tiers des auteurs d'attaques au couteau ont succombé sous la riposte des forces israéliennes.
Les derniers bilans connus sont fournis dans le cartouche en tête de cet article.

## Analyses

### Impact en Israël
Le 19 janvier 2016, Avi Issacharoff, dans The Times of Israel, fournit son analyse des derniers événements : la fin de la violence est encore lointaine même s'il y a eu une diminution du nombre d’attaques au couteau et à la voiture bélier, ainsi que des émeutes et même des manifestations du vendredi. Mais les attaques de la semaine écoulée montrent que la vague de violence n’en finit pas. Le succès limité des attaques aurait dû diminuer la motivation des jeunes assaillants mais « apparemment il y a toujours assez de jeunes ayant la volonté de sortir et de tuer des Juifs ». Enfin, Issacharoff craint que le Hamas lance un attentat-suicide qui réduise « en lambeaux les derniers liens entre l’AP et Israël, y compris [celui de] la coopération sécuritaire. ».
Ces tensions ont accru le sentiment de peur habitant la société israélienne. Pour le chroniqueur israélien spécialisé Ron Ben Yishai (en), le fait que ces attaques soient imprévisibles et que leurs auteurs soient très jeunes (de 13  à   20 ans) est ce qui cause cette peur. Selon l'historienne Frédérique Schillo, la « vague d’attaques palestiniennes au couteau qui frappe Israël a plongé le pays dans un climat de psychose [et de] peur insaisissable sur laquelle se greffent la haine de l’autre et la tentation de se rendre justice soi-même ». Durant l'automne, le gouvernement israélien annonce son intention de faciliter l'accès au port d'armes pour les forces de sécurité et les colons qui habitent dans des zones considérées dangereuses, à la suite de la recrudescence des attaques au couteau. Le pouvoir exécutif constate une explosion du chiffre d'affaires des armureries : les ventes d'armes défensives, tels les bombes lacrymogènes, les tasers ou les matraques sont à un niveau jamais atteint.

### Impact dans les territoires occupés
L'Autorité palestinienne ne dénonce officiellement qu'une partie de ces attaques terroristes (par exemple, le responsable de l'attentat meurtrier du 9 octobre 2016 est considéré par le Fatah comme un « martyr »,) et verse de l'argent aux Palestiniens auteurs d'attaques contre des civils, ou leurs familles s'ils sont morts au cours de l'attaque,. La plupart des attaques étant commises par de jeunes Palestiniens, le président palestinien Mahmoud Abbas critique les groupes qui les entraînent et déclare le 23 janvier 2016 : « Toute personne qui veut agir contre la sécurité en utilisant des explosifs, des armes ou en créant des cellules militantes où que ce soit sera arrêtée, peu importe où elle est. Ces mesures de sécurité ont été prises sur mes ordres. ». Ces propos, considérés comme un appui d'Israël, lui valent de fortes critiques dans les territoires occupés. Toutefois, le 3 février, Abbas rencontre les parents de plusieurs jeunes terroristes palestiniens qui ont assassiné des Israéliens et leur promet de reconstruire les maisons des familles, que les troupes de sécurité israéliennes ont démolies, car il estime la sanction injuste pour eux.